# 恩慈之家
恩慈之家（英語：Enchi Lodge）於1991年成立，是一所由得基輔康會（DACARS, Drug Addict Counselling and Rehabilitation Services）獨立營運的福音戒毒所。恩慈之家位於香港上水燕崗村，座落於青山公路古洞段路旁，是一座大約建於1921年的歐陸式別墅。2010年，恩慈之家的主樓和副樓被評為香港二級歷史建築。

## 戒毒所歷史
1956年，挪威信義差會鄭錫安牧師（Rev. Agnar Espegren）來到香港傳道。鄭牧師的父母早年來華傳道，他自小在河南南陽長大，能操流利漢語。他有見調景嶺難民的吸毒問題嚴重，決志在當地的臨時屋舍開展福音戒毒事工。1959年，信義會戒毒所正式在調景嶺成立，提供每次為期約三個月的免費中西藥戒毒服務，高峰時期有24男10女同時戒毒。鄭牧師的戒毒事工遠至「三不管」的九龍寨城。信義會戒毒所曾於1979年5月停辦五個月。1983年6月，戒毒所關閉另覓新址。1986年，由挪威信義差會與港澳信義會合辦的「信義會戒毒中心恩慈之家」於上水開辦，為男性藥物倚賴者提供戒毒服務，中心再於1988年停辦。
鄭牧師1982年逝世，他的兒子鄭重醫生（Dr. Olav Espegren）決定繼承父親的使命，於1988年成立得基輔康會，起初在荃灣為濫藥及酗酒者提供門診和輔導，該會於1989年正式註冊成為獲認可的福音戒毒慈善機構，同年復辦恩慈之家。1991年，得基輔康會在挪威思德基金會的協助下購得位於上水燕崗村古典別墅「Lena Lodge」作戒毒康復中心的新所址。恩慈之家提供十多個宿位，向男性藥物倚賴者提供癮癖治療、康復及專業輔導服務。戒毒中心不對外開放，入住者可在戒毒中心寄宿半年至一年時間不等，每日須參與小組聚會、聖經研習，亦會進行農務工作。
2002年，受財困問題影響，得基輔康會將所址按予晶苑地產。《藥物倚賴者治療康復中心（發牌）條例》於2002年生效，法例有八年寬限期，就戒毒中心的設施訂立多項要求，恩慈之家在改善設施前只能領取臨時牌照。過去多年，恩慈之家一直爭取向政府申請遷往沙頭角，唯遭當地鄉事勢力反對。2014年，恩慈之家獲政府批出沙頭角西流江村西流江學校的短期租約。西流江村位於印洲塘沿岸，沒有車路可到達，非常偏遠，從烏蛟騰步行前往學校來回亦需6小時。由於政府無法保證長期批出租約，加上搬遷資助有限，德基不敢為學校進行大型改建工程，因此在恩慈之家落實住宅發展項目前，仍只能暫用上水所址提供服務。

## 建築歷史
恩慈之家建築地段包括農地在內的總面積達78,312呎，建築面積佔27,347呎。該建築建於1921年，原是怡和洋行洋人員工的鄉郊渡假會所，附近田野是洋人狩獵活動的場地。1928年，怡和以2,400港元作價將會所出售予兩名歐亞混血商人高寶森（John Francis Grose）和張公勇（Samuel Macomber Churn）。二人是生意伙伴、同於皇仁書院畢業，高是香港交易所股票經紀；張是著名米業商人、惠保香港創辦人和均益貨倉主席。高後來將他的業權轉售給張，張以其妻陳秀連（Lena Johnsford）之名將別墅命名為「Lena Lodge」，亦被金錢村的村村民稱為「太古樓」。太平洋戰爭爆發時，張公勇正在曼谷為香港政府買米，他在被捕前經仰光逃至加爾各答，在戰爭期間為印度英軍效命，官至少校。上水別墅被香港日軍用作軍營和臨時醫院，戰後曾被英國皇家空軍借用。1950年代，別墅曾被用作騎術學校和電影取景場地。1959年，張公勇逝世，遺產由匯豐銀行託管，別墅於1967年歸還張氏家族，託管其間曾租予外籍人士作居所。1969-1971年，生力啤曾租用大宅。1972年，張氏家族公開拍賣別墅，以78,000港元售出。1991年，得基輔康會以113萬購入別墅作為戒毒所恩慈之家的新址，同年正式營運。2002年，受財困問題影響，得基輔康會將所址按予晶苑地產，直至目前，恩慈之家仍暫用別墅提供服務。

### 建築特色
該建築是一座兩層高的意大利式建築，有藝術工藝和裝飾藝術風格。在地下一層，建築外有托斯卡納和翁布里亞特色的拱廊和麻石外牆；一樓有弧形騎樓，使用粉飾灰泥作外牆，並加上從地下延伸上來的麻石扶壁；屋頂由羅馬式瓦片鋪砌，有煙囪。大宅內原有六間睡房、六間浴室、三個會客廳。而副樓則是一座單層中式建築，有通道連接主樓，曾用作騎術學校的馬房。恩慈之家進駐後，戒毒所外的高圍牆繪上多幅特色基督教壁畫。

### 近年發展
早於2009年，業主晶苑地產已計劃將恩慈之家及毗鄰土地作低密度洋房發展，當時獲批。2017年，業主曾向城規會申請改劃地段，計劃興建3幢14層高的住宅大廈，2019年撤回申請。2020年，業主重新向城規會申請改劃地段，建議將大宅及周邊地段發展為近50幢洋房及分層住宅大廈。業主計劃對大宅進行保育工作，並改建為住宅會所。計劃中涉及拆卸恩慈之家的副樓，古物古蹟辦事處表明反對。城規會多次審議申請後，以保育恩慈之家歷史建築群作前提下，於2022年決定部份接納有關土地改劃申請。

## 外部連結
- 得基輔康會官方網站 （页面存档备份，存于）
- 恩慈之家的Facebook專頁